# بيكو (طعام)
بيكو هي كعكة أرز حلوة من الفلبين. وهي مصنوعة من حليب جوز الهند، السكر البني، والأرز الدبق. وعادةً ما تزين ب اللاتيك (إما أن يكون بخثارة جوز الهند أو شراب الكراميل أو كليهما).